# Красноярцев, Владимир Сергеевич
Владимир Сергеевич Красноярцев (4 мая 1937, Магнитогорск, РСФСР, СССР — 14 сентября 2018) — музыкант, домрист, дирижёр, композитор, аранжировщик; заслуженный артист РСФСР (1989), народный артист Российской Федерации (1998).

## Биография
Родился 4 мая 1937 года в городе Магнитогорске.
С 5-го класса играл в оркестре народных инструментов в левобережном Дворце культуры металлургов (руководитель Минин И. Г.) В 1956 году окончил с отличием Магнитогорское музыкальное училище им. М. И. Глинки по классу домры и дирижирования. После окончания в 1964 году экстерном Одесской консерватории (ныне Одесская национальная музыкальная академия имени А. В. Неждановой), работал в Закарпатье, Минске преподавателем по классу народных инструментов.
В 1976 году был приглашен в Москву в качестве солиста и дирижёра русского народного оркестра «Баян». Одновременно преподавал в музыкально-педагогическом институте им. Гнесиных. В 1982 году работал в государственном академическом ансамбле русских народных инструментов «Россия» под управлением Л. Г. Зыкиной дирижёром и концертмейстером (в течение почти 30 лет). Выступал с ансамблем более чем в 30 странах мира.

## Признание и награды
- Заслуженный артист РСФСР (1989).
- Народный артист Российской Федерации (14 ноября 1998)[1].